# Patricio Diez
Patricio Nicolás Diez (Reconquista, 1886 - † Reconquista, 1929) fue designado como el primer intendente de la ciudad de Reconquista, después de la declaración de aquella como ciudad en 1921.
Hijo de una familia de terratenientes, fue integrante de la Sociedad Rural el comité pro-ciudad. Tenía 35 años cuando llegó a la intendencia. El 5 de febrero de 1922 fue elegido Diputado provincial, por lo que abandonó su cargo en la intendencia. Fue sucedido por Juan Vrillaud.
El entonces Gobernador de Santa Fe, Enrique Mosca, lo designó como ministro de su gabinete un tiempo después. 
Luego ocuparía el cargo de ministro de Hacienda en la provincia de Mendoza gracias a la intervención que hiciera el gobierno de Alvear a esta provincia.
Fallece el 8 de noviembre de 1929 y en su despedida se congregó una multitud. Sus restos descansan en el cementerio municipal de Reconquista.
- Datos: Q6066681